# Merrick Garland
Merrick Brian Garland (* 13. listopadu 1952 Chicago, Illinois) je americký právník a bezpartijní politik. V letech 2021–2025 zastával úřad ministra spravedlnosti Spojených států amerických ve vládě Joea Bidena.
Narodil se v chicagské metropolitní oblasti. Právní vzdělání získal na Harvardově univerzitě, kde se v roce 1977 stal doktorem práv. Profesní kariéru začal jako asistent soudce Henryho J. Friendlyho u Odvolacího soudu pro druhý okruh a poté u Williama J. Brennana, soudce nejvyššího soudu. Obchodním právním sporům se věnoval v mezinárodní advokátní kanceláři Arnold & Porter. Po jmenování federálním prokurátorem na ministerstvu spravedlnosti měl klíčovou roli ve vyšetřování a obžalobě útočníků bombového útoku v Oklahoma City.
Po nominaci prezidenta Billa Clintona se v roce 1997 stal členem Odvolacího soudu pro okruh Kolumbijského distriktu, jemuž mezi lety 2013–2020 předsedal. Další demokratický prezident Barack Obama jej v březnu 2016 navrhl na místo soudce nejvyššího soudu uvolněné po úmrtí Antonina Scalii. Republikánská senátní většina se však nominací odmítla zabývat a v horní komoře zablokovala slyšení i hlasování. Tento bezprecedentní krok byl považován za kontroverzní. Nominace trvající 293 dní se stala historicky nejdelším procesem potvrzení, a uplynula 3. ledna 2017 s koncem volebního období 114. zasedání Kongresu. Na uprázdněné místo byl nakonec zvolen soudce Neil Gorsuch jmenovaný republikánským prezidentem Donaldem Trumpem. Na funkci odvolacího soudce pak Garland rezignoval v březnu 2021, aby se ujal ministerského úřadu v Bidenově kabinetu, kde nahradil republikána Williama Barra sloužícího do prosince 2020 v Trumpově vládě.

## Mládí a vzdělání
Narodil se roku 1952 v Chicagu. Vyrostl na jeho severním předměstí v Lincolnwoodu. Matka Shirley Garlandová (rozená Horwitzová) byla ředitelkou neziskové sociální organizace Council for Jewish Elderly, starající se o židovské seniory. Otec Cyril Garland vedl jako drobný podnikatel rodinnou firmu Garland Advertising. Vychován byl v konzervativně judaistické rodině demokratů. Předci si změnili příjmení z tvaru Garfinkel. Na počátku dvacátého století prarodiče opustili Zónu osídlení v carském Rusku, když prchali před pogromy do Spojených států. V nové domovině hledali útočiště zejména pro lepší život dětí. Bratrancem z druhého kolena je bývalý iowský guvernér a velvyslanec v Číně Terry Branstad.
Na střední škole Niles West High School v illinoiském Skokie se stal prezidentem studentské rady, účinkoval v divadelním spolku a učil se rétorice v debatním kroužku. Maturoval v roce 1970. Za absolventský ročník přednesl závěrečnou řeč, privilegium tradičně udělované nejlepším studentům.
Na Harvardovu univerzitu nastoupil k bakalářskému studiu společenských věd. Původně zvažoval kariéru lékaře, ale rozhodl se pro právnickou profesi. Jako jediný zástupce prvního ročníku byl zvolen do kolejní rady, v níž spolupracoval se svou pozdější nadřízenou Jamie Gorelickovou, v polovině 90.  let náměstkyní ministra spravedlnosti Clintonovy vlády. Během letních prázdnin připravoval jako dobrovolník projevy pro illinoiského kongresmana Abnera Mikvu. V roce 1979 prezident Jimmy Carter jmenoval Mikvu soudcem odvolacího soudu pro okruh Kolumbijského distrikt. O patnáct let později jej Garland ve funkci nahradil. Na Harvardu se věnoval psaní divadelních aktualit a recenzí pro studentský deník Harvard Crimson. Pracoval také jako tutor v kolejním domě Quincy House. Kvalifikační práce na téma průmyslových fúzí ve Velké Británii 60. let dvacátého století měla 235 stran. V roce 1974 zakončil studium s vyznamenáním a získal bakalářský titul (B.A.).
Poté pokračoval na Právnické fakultě Harvardovy univerzity, kde se stal členem redakčního týmu studentského právního periodika Harvard Law Review. Jako editor článků si přidělil redigování příspěvku soudce nejvyššího soudu Williama Brennana o vlivu ústav jednotlivých unijních států na ochranu individuálních práv. Vzájemná korespondence později přispěla k tomu, že si jej Brennan vybral pro stáž právního asistenta. Univerzitu absolvoval v roce 1977 s vyznamenáním a titulem doktor práv (JD).

## Právnická kariéra
Po ukončení právnické fakulty strávil dva roky jako asistent soudce, v období 1977–1978 nejdříve pro Henryho J. Friendlyho u Odvolacího soudu pro druhý okruh a poté mezi lety 1978–1979 u soudce nejvyššího soudu Williama J. Brennana. Do roku 1981 pak působil jako zvláštní asistent ministra spravedlnosti Benjamina Civilettiho.
Po skončení Carterova prezidentství nastoupil soukromou praxi v mezinárodní advokátní kanceláři Arnold & Porter. Zabýval se především obchodními právními spory. V roce 1985 se v kanceláři stal partnerem. V akademickém roce 1985–1986 také vedl seminář antimonopolního práva na Harvardově univerzitě. Ve snaze návratu do veřejné sféry byl roku 1989 jmenován federálním prokurátorem v úřadu pro Kolumbijský distrikt. Zatupoval tak vládu v trestněprávních případech od obchodování s drogami až po veřejnou korupci. Jako jeden ze tří státních zástupců dozoroval i vyšetřování washingtonského starosty Mariona Barryho, obviněného z nedovoleného držení kokainu.
V letech 1992–1993 se krátce vrátil do kanceláře Arnold & Porter, než se připojil k nastupující Clintonově administrativě ve funkci zástupce federálního prokurátora trestního úseku při ministerstvu spravedlnosti. Roku 1994 jej náměstkyně ministra spravedlnosti Jamie Gorelicková – jeho mentorka a spolužákyně z Harvardu, oslovila s nabídkou stát se jejím zástupcem, hlavním poradcem náměstkyně ministra. Nabídku přijal a v nové roli dozoroval i mediálně sledované kauzy terorismu, bombový útok v Oklahoma City, Unabombera Teda Kaczynského a bombový útok na olympijský park v Atlantě. V oklahomské kauze odcestoval do Oklahoma City prozkoumat místo činu a dohlížet na vyšetřování v rámci přípravy vznesení obžaloby. Vládu zastupoval při předběžném projednání obžaloby s dvěma hlavními obviněnými Timothym McVeighem a Terrym Nicholsem. Záměr vést tým obžaloby v soudním procesu opustil pro pracovní vytížení v ústředí ministerstva. Podílel se však na výběru členů týmu a případ sledoval z Washingtonu, D.C. Rovněž se účastnil klíčových rozhodnutí, mezi něž patřil i návrh trestu smrti pro McVeigha s Nicholsem.
V září 1995 jej prezident Bill Clinton nominoval na místo soudce Odvolacího soudu pro okruh Kolumbijského distriktu, uvolněné po Abneru Mikvovi. Clinton tak dal na písemné doporučení soudce Brennana, u něhož Garland kdysi stážoval. V prosinci téhož roku proběhlo slyšení před senátním právním výborem. Republikánští senátoři však neusilovali o hlasování v Garlandově potvrzení. Nikoli z obav o jeho kvalifikaci, ale kvůli sporu, zdali místo vůbec obsadit. Mikva byl jeho prvním držitelem. Po Clintonově znovuzvolení jej prezident v lednu 1997 opět nominoval. V republikány ovládaném senátu proběhlo hlasování 19. března téhož roku. Potvrzen byl poměrem hlasů 76–23 včetně souhlasu republikánských senátorů Johna McCaina, Orrina Hatche a Susan Collinsové. Naopak jejich straničtí kolegové Mitch McConnell, Chuck Grassley a Jeff Sessions byli proti. Z řadového soudce se pak předsedou odvolacího washingtonského soudu stal 12. února 2013. Po sedmi letech jej v čele nahradil Sri Srinivasan a Garland se vrátil na pozici řadového člena tohoto soudního tělesa. Na funkci pak rezignoval 11. března 2021 s nástupem do úřadu amerického ministra spravedlnosti v kabinetu Joea Bidena.

### Nominace do nejvyššího soudu
Prezident Barack Obama zvažoval jeho nominaci do amerického nejvyššího soudu poprvé v roce 2009 po odchodu Davida Soutera do důchodu. Z devíti kandidátů se nakonec rozhodl navrhnout soudkyni druhého okruhu Soniu Sotomayorovou. S koncem dalšího člena Johna Paula Stevense byl od dubna 2010 považován za hlavního kandidáta na uprázdněné křeslo v nejvyšším soudním orgánu. Obama s ním na dané téma vedl rozhovor, stejně jako s dalšími uchazeči. Utažský republikánský senátor Orrin Hatch nabídl v květnu 2010 prezidentovi pomoc v případě Garlandovi nominace, když jej označil za „konsenzuálního kandidáta“ a domníval se, že by byl v horní komoře schválen hlasy obou stran. Obama nakonec nominoval generální prokurátorku Elenu Kaganovou, která z titulu své funkce zastupovala federální vládu před nejvyšším soudem. K jejímu potvrzení došlo během srpna 2010.

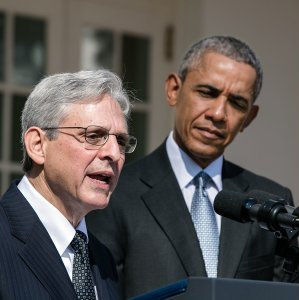
Merrick Garland s prezidentem Barackem Obamou, 2016

Soudce nejvyššího soudu Antonin Scalia zemřel 13. února 2016. Ještě ve stejný den vydal prohlášení vůdce republikánské senátní většiny Mitch McConnell, že by již senátoři neměli brát zřetel na žádného kandidáta navrženého Obamou a nominace měla být přenechána příštímu prezidentu vzešlému z listopadových voleb. Obama odpověděl, že má v úmyslu „splnit svou ústavní povinnost a jmenovat soudce do nejvyššího soudu,“ a že nebyla vytvořena „dobře zavedená tradice“, podle níž by prezident nemohl zaplnit volné místo soudce během posledního roku úřadování.
Na začátku března 2016 deník The New York Times uvedl, že Obamova administrativa prověřila Garlanda jako potenciálního kandidáta. O týden později byl předseda odvolacího soudu zařazen do prezidenta užšího výběru tří soudců (se Sri Srinivasanem také z washingtonského okruhu a Paulem J. Watfordem z devátého okruhu). Obama vedl s každým z nich rozhovor včetně dalších dvou adeptek, odvolací soudkyně Jane L. Kellyové z osmého okruhu a soudkyně Ketanji Brownové Jacksonové z obvodního soudu Kolumbijského distriktu. Krátce poté senátor Orrin Hatch, působící jako předseda horní komory pro tempore, předpokládal že prezident Obama jmenuje někoho, koho si žádá liberální křídlo demokratů, i když „by mohl snadno jmenovat Merricka Garlanda, který je skvělým mužem“. O pět dní později, 16. března 2016, Obama skutečně nominoval Garlanda do nejvyšší soudní instituce.
Ve federálním soudnictví měl Garland větší zkušenost, než jakýkoli jiný kandidát v historii nejvyššího soudu a byl nejstarším nominantem od Lewise F. Powella v roce 1971. Stálý výbor federálního soudnictví americké profesní komory American Bar Association mu pro navrhovanou pozici jednomyslně udělil nejvyšší hodnocení „dobře kvalifikovan“.
Podle vůdce republikánské senátní většiny Mitche McConnella se horní komora odmítla nominací zabývat, protože zvolila přístup „žádné slyšení, žádné hlasování, a vůbec žádná akce“. McConnellovo kategorické odmítnutí uspořádat alespoň slyšení popsali politologové a právní akademici jako bezprecedentní. Jeho vůdcovská role v republikánské nominační blokádě byla vnímána za „vyvrcholení [jeho] konfrontačního stylu,“ a příklad zneužití ústavních pravidel na základě stranického postavení. Politolog Yascha Mounk to doslova nazval „do nebe volajícím zneužitím ústavních norem“.
Nominace oficiálně uplynula 3. ledna 2017 po 293 dnech, s koncem volebního období 114. zasedání Kongresu. V horní komoře tak vytvořila rekord nejdelšího procesu potvrzování v rámci nejvyššího soudu, který výrazně překonal 125denní – nakonec úspěšný – nominační proces Louise Brandeise z roku 1916. Nově příchozí republikánský prezident Donald Trump na uprázdněné křeslo 31. ledna 2017 navrhl Neila Gorsuche, kterého senát schválil 7. dubna téhož roku.
McConnell v srpnu 2016 vyjádřil hrdost nad zastavením Garlandovy kandidatury slovy: „Byl to jeden z mých nejokázalejších okamžiků, když jsem se podíval Baracku Obamovi do očí a řekl: 'Pane prezidente, uvolněné místo v nejvyšším soudu neobsadíte'.“ Během dubna 2018 pak dodal, že prosadit variantu senátní netečnosti vůči nominaci se stalo nejsledovanějším rozhodnutím, jaké kdy ve veřejném životě učinil.

## Ministr spravedlnosti
Zvolený prezident Joe Biden zveřejnil záměr jej nominovat do úřadu ministra spravedlnosti 6. ledna 2021. Po odeslání nominační listiny do Senátu se v horní komoře 22. a 23. února téhož roku Garland zúčastnil slyšení před právním výborem, jemuž předsedal illinoiský demokratický senátor Dick Durbin. Během slyšení přislíbil dohled na energickým stíháním osob, které zaútočily na Kapitol Spojených států, a dalších extremistů, za využití vlastní zkušenosti ze stíhání pachatelů bombových útoků v Oklahoma City a Atlantě. Rovněž uvedl, že Bidenova vláda pravděpodobně zavede moratorium na výkon trestu smrti ze strany federální vlády, když stejně jako Biden vyjádřil k trestu smrti výhrady s ohledem na „značnou nepravidelnost, nejistotu a subjektivitu jeho aplikace“. Federální trest smrti byl během Trumpovy vlády vykonán poprvé po 17 letech v červenci 2020. Senátorům se zavázal, že ministerstvo spravedlnosti zůstane pod jeho vedením nezávislé. Právní výbor jeho nominaci doporučil poměrem hlasů 15 : 7. Na plénu Senátu byla nominace potvrzena 10. března 2021 poměrem 70 : 30, včetně souhlasu 20 z 50 hlasujících republikánů. Úřadu se ujal následujícího dne složením přísahy vedené zástupcem ministra spravedlnosti pro management Leem Lofthusem a následnou ceremoniální přísahou do rukou viceprezidentky Kamaly Harrisové.
V dubnu 2021 uvalila Ruská federace na Garlanda sankce, včetně zákazu vstupu na ruské území. Jednalo se o reakci na vyhoštění deseti ruských diplomatů ze Spojených států kvůli aférám ze strany ruského státu, mezi něž se řadily kybernetické útoky na americké vládní instituce, agrese vůči Ukrajině a vměšování se do amerických prezidentských voleb 2020.

## Soukromý život
V roce 1987 se v newyorském Harvard Clubu oženil s Lynn Rosenmanovou při obřadu vedeném rabínem Charlesem Lippmanem. Manželka pochází z connecticutského Reddingu a vyrostla v New Yorku. Vystudovala management na Harvardově univerzitě a provozní management na Massachusettském technologickém institutu. V minulosti pracovala u virginského kontraktora elektroniky pro ministerstvo obrany. Její děd Samuel Irving Rosenman byl soudcem newyorského nejvyššího soudu a právním radou Bílého domu za prezidentství Franklina D. Roosevelta a Harryho S. Trumana. Do manželství se narodily dcery Rebecca a Jessica, které vystudovaly Yaleovu univerzitu. Rodina žije v marylandské Bethesdě. Garland trpí částečnou barvoslepostí, což ovlivňuje jeho výběr obleků a kravat.